# 里内猛
里内 猛（さとうち たけし、1957年1月11日 - ）は、日本の元サッカー選手、サッカー指導者。JFA 公認S級コーチ（1998年 - ）。滋賀県出身。大阪経済大学卒業。

## 来歴
選手時代はディフェンダーとして住友金属工業蹴球団に所属した。1988年に引退した後、翌年から同部コーチに就任。その後同部が母体となった鹿島アントラーズで2001年までフィジカルコーチを務め、鹿島の隆盛の基礎を支えた。
鹿島時代からのジーコとの繋がりから、2003年から日本代表チームのフィジカルコーチとなり、2006年のFIFAワールドカップドイツ大会にもスタッフとして帯同した。その後監督がイビチャ・オシムに替わってからも引き続きフィジカルコーチを務めていたが、2006年限りで退任。
2007年、ジェフユナイテッド市原・千葉レディースの監督を務めた。
2008年から、鹿島時代の同僚だった関塚隆が率いる川崎フロンターレのフィジカルコーチに就任。
2009年、契約満了。
2010年4月、大宮アルディージャのフィジカルコーチに就任。
2011年1月、U-22日本代表のフィジカルコーチに就任。
2012年12月、トップチームのコーチとして大宮に復帰。2013年12月、契約満了により退任。
2014年4月、ベガルタ仙台のフィジカルコーチに就任した。12月、契約満了により退任。
2015年、ジェフユナイテッド市原・千葉のフィジカルコーチに就任。2016年7月、監督を解任された関塚隆と共にフィジカルコーチを退任。
2017年、鹿島アントラーズのフィジカルコーチに就任。
2020年、鹿島アントラーズ・アカデミーのヘッドオブコーチングに就任。

## 所属クラブ
- 滋賀県立水口高等学校
- 大阪経済大学
- 1979年 - 1988年 住友金属工業蹴球団

## 個人成績
| 国内大会個人成績 | 国内大会個人成績 | 国内大会個人成績 | 国内大会個人成績 | 国内大会個人成績 | 国内大会個人成績 | 国内大会個人成績 | 国内大会個人成績 | 国内大会個人成績 | 国内大会個人成績 | 国内大会個人成績 | 国内大会個人成績 |
| 年度             | クラブ           | 背番号           | リーグ           | リーグ戦         | リーグ戦         | リーグ杯         | リーグ杯         | オープン杯       | オープン杯       | 期間通算         | 期間通算         |
| 年度             | クラブ           | 背番号           | リーグ           | 出場             | 得点             | 出場             | 得点             | 出場             | 得点             | 出場             | 得点             |
| 日本             | 日本             | 日本             | 日本             | リーグ戦         | リーグ戦         | JSL杯            | JSL杯            | 天皇杯           | 天皇杯           | 期間通算         | 期間通算         |
| ---------------- | ---------------- | ---------------- | ---------------- | ---------------- | ---------------- | ---------------- | ---------------- | ---------------- | ---------------- | ---------------- | ---------------- |
| 1979             | 住金             |                  | JSL2部           |                  |                  |                  |                  |                  |                  |                  |                  |
| 1980             | 住金             |                  | JSL2部           |                  |                  |                  |                  |                  |                  |                  |                  |
| 1981             | 住金             |                  | JSL2部           |                  |                  |                  |                  |                  |                  |                  |                  |
| 1982             | 住金             |                  | JSL2部           |                  |                  |                  |                  |                  |                  |                  |                  |
| 1983             | 住金             |                  | JSL2部           |                  |                  |                  |                  |                  |                  |                  |                  |
| 1984             | 住金             |                  | JSL2部           |                  |                  |                  |                  |                  |                  |                  |                  |
| 1985             | 住金             |                  | JSL1部           | 0                | 0                |                  |                  |                  |                  |                  |                  |
| 1986-87          | 住金             |                  | JSL2部           |                  |                  |                  |                  |                  |                  |                  |                  |
| 通算             | 日本             | 日本             | JSL1部           | 0                | 0                |                  |                  |                  |                  |                  |                  |
| 通算             | 日本             | 日本             | JSL2部           |                  |                  |                  |                  |                  |                  |                  |                  |
| 総通算           |                  |                  |                  |                  |                  |                  |                  |                  |                  |                  |                  |

## 指導歴
- 1989年 - 1992年 住友金属工業蹴球団 コーチ
- 1992年 - 2001年 鹿島アントラーズ フィジカルコーチ
- 2002年 - 2003年 セレッソ大阪 フィジカルコーチ
- 2003年 - 2006年 日本代表 フィジカルコーチ（2003年はC大阪コーチと兼任）
- 2007年 ジェフユナイテッド市原・千葉レディース 監督
- 2008年 - 2009年 川崎フロンターレ フィジカルコーチ
- 2010年 - 2011年 大宮アルディージャ フィジカルコーチ
- 2011年 - 2012年 U-22日本代表フィジカルコーチ
- 2013年 大宮アルディージャ コーチ
- 2014年4月 - 同年12月 ベガルタ仙台 フィジカルコーチ
- 2015年 - 2016年7月 ジェフユナイテッド市原・千葉 フィジカルコーチ
- 2017年 - 鹿島アントラーズ 
  - 2017年 - 2019年 トップチーム フィジカルコーチ
  - 2020年 - アカデミー ヘッドオブコーチング

## 監督成績
| 年度 | 所属        | クラブ           | リーグ戦 | リーグ戦 | リーグ戦 | リーグ戦 | リーグ戦 | リーグ戦 | カップ戦   | カップ戦 |
| 年度 | 所属        | クラブ           | 順位     | 勝点     | 試合     | 勝       | 分       | 敗       | なでしこ杯 | 皇后杯   |
| ---- | ----------- | ---------------- | -------- | -------- | -------- | -------- | -------- | -------- | ---------- | -------- |
| 2007 | なでしこ2部 | ジェフレディース | 準優勝   | 45       | 21       | 14       | 3        | 4        | 予選リーグ | 3回戦    |